# Gabriela Antunes
Gabriela Antunes   (Huambo, 8 de juliol de 1937 - Lisboa, 3 d'abril de 2004) fou una escriptora i mestre angolesa, activista pels drets humans, la identitat nacional angolesa i la llengua portuguesa.
Antunes va néixer a Nova Lisboa, ara Huambo, en el centre d'Angola. Després d'acabar l'escola secundària a aquesta ciutat es va traslladar a Portugal el 1955 on va llicenciar-se en Filologia alemanya el 1960, va llicenciar-se en Lingüística a Alemanya i va fer estudis de postgrau en educació i anglès a Luanda. Va començar a treballar a l'Escola Comercial i Industrial Sarmento Rodrigues i, el 1964, va ser contractada a l'Institut Comercial de Luanda per ensenyar anglès i alemany. També va donar classes a l'Institut Privat Superior d'Angola, fou directora de la Biblioteca Nacional d'Angola i va esdevenir la coordinadora lusòfona de la UNESCO al país.
Els anys 1980, pocs anys després de la independència del seu país, va ser transferida a la Secretària d'Estat de Cultura sota presidència d'António Jacinto. Va exercí com a professora de periodisme i coordinadora de programes a l'Institut d'Economia de Luanda (IMEL), impartit a l'ISPRA (Institut Superior Privat d'Angola) i cada vegada més interessada en la literatura especialment la infantil, el 1984 es va incorporar a la Unió d'Escriptors Angolesos (UEA). Va participar en diversos seminaris i conferències a l'Àfrica, Amèrica i Europa, així com en la primera Biennal, el desembre de 1995.
Com a escriptora va adaptar diversos contes tradicionals per als infants, i entre les seves obres més conegudes es troben A Águia, a Rola, as Galinhas e os 50 Lwei (1982); O Castigo do Dragão Glutão (1983); Histórias Velhas, Roupa Nova o Estórias velhas, roupa nova (1988), una col·lecció de quatre contes infantils; O Cubo Amarelo (1991) o Crónicas apressadas: ano um (2002), entre d'altres. Va guanyar el Premi de Cultura de la Fundació Cultural de la Llengua Portuguesa el 1999, atorgat pel president de Portugal Jorge Sampaio, per la seva contribució a la literatura en aquest idioma i, el febrer de 2000, va ser honrada a l'Institut Camões, per l'ambaixada de Portugal a Angola, en reconeixement de la seva obra literària.